# Silvano Colusso
Silvano Colusso (Villorba, 19 marzo 1949) è un dirigente sportivo, allenatore di calcio ed ex calciatore italiano, di ruolo centrocampista.
Nella sua carriera da calciatore ha giocato 350 partite (317 delle quali in campionato) con la maglia del Treviso, squadra di cui per diverse stagioni è anche stato capitano; è il calciatore con il maggior numero di presenze nella storia della società veneta (il secondo nelle sole partite di campionato, dietro a Gino De Biasi).

## Carriera

### Giocatore
Inizia a giocare nel settore giovanile del Treviso (con cui nel 1967 vince un campionato Juniores), che nel 1968 lo fa esordire in prima squadra nel campionato di Serie C; continua a giocare in terza serie con i biancoazzurri fino al novembre del 1971 quando viene ceduto al Modena, con cui giocherà per tre stagioni consecutive, di cui una in Serie B; nel 1974 fa ritorno al Treviso, e contribuisce alla vittoria del campionato di Serie D 1974-1975. Gioca poi per altre sette stagioni consecutive (le prime tre in Serie C e le ultime quattro nella neonata Serie C1) nella squadra veneta, per poi passare al Venezia dove gioca un campionato in Interregionale ottenendo il primo posto in classifica con conseguente promozione in Serie C2. In seguito ha giocato nelle serie minori con Conegliano e Belluno, con cui ha vinto un campionato veneto di Prima Categoria nella stagione 1987-1988.

### Allenatore
Ha allenato diverse squadre venete, tra cui Belluno e Jesolo; in seguito ha anche allenato i Pulcini del Treviso.

### Dirigente
Dal 2003 al 2009 ha lavorato come osservatore per il Treviso; in seguito ha rivestito un ruolo analogo per l'Inter, mentre dal 2009 al 2012 è stato il responsabile del settore giovanile della società dilettantistica Casier Dosson. Dal 2012 è il direttore sportivo della FCD Treviso Academy, una società di solo settore giovanile che a partire dalla stagione 2013-2014 è affiliata al Treviso, di cui è di fatto il nuovo settore giovanile dopo il fallimento della società veneta nell'estate 2013 e la sua successiva iscrizione al campionato di Promozione.

## Palmarès

### Giocatore

#### Competizioni nazionali
- Serie D: 1

Treviso: 1974-1975 (girone C)
- Campionato Interregionale: 1

Venezia: 1982-1983 (girone C)

#### Competizioni regionali
- Prima Categoria: 1

Belluno: 1987-1988

#### Competizioni giovanili
- Campionato Juniores: 1

Treviso: 1966-1967